# Ivan Kožarić
Ivan Kožarić (Petrinja, 10 de junio de 1921-15 de noviembre de 2020) fue un artista croata que trabajó principalmente con la escultura, pero también en una amplia variedad de medios, que incluyen: esculturas permanentes y temporales, ensamblajes, proclamas, fotografías, pinturas e instalaciones. Vivió y trabajó en Zagreb, Croacia.

## Biografía

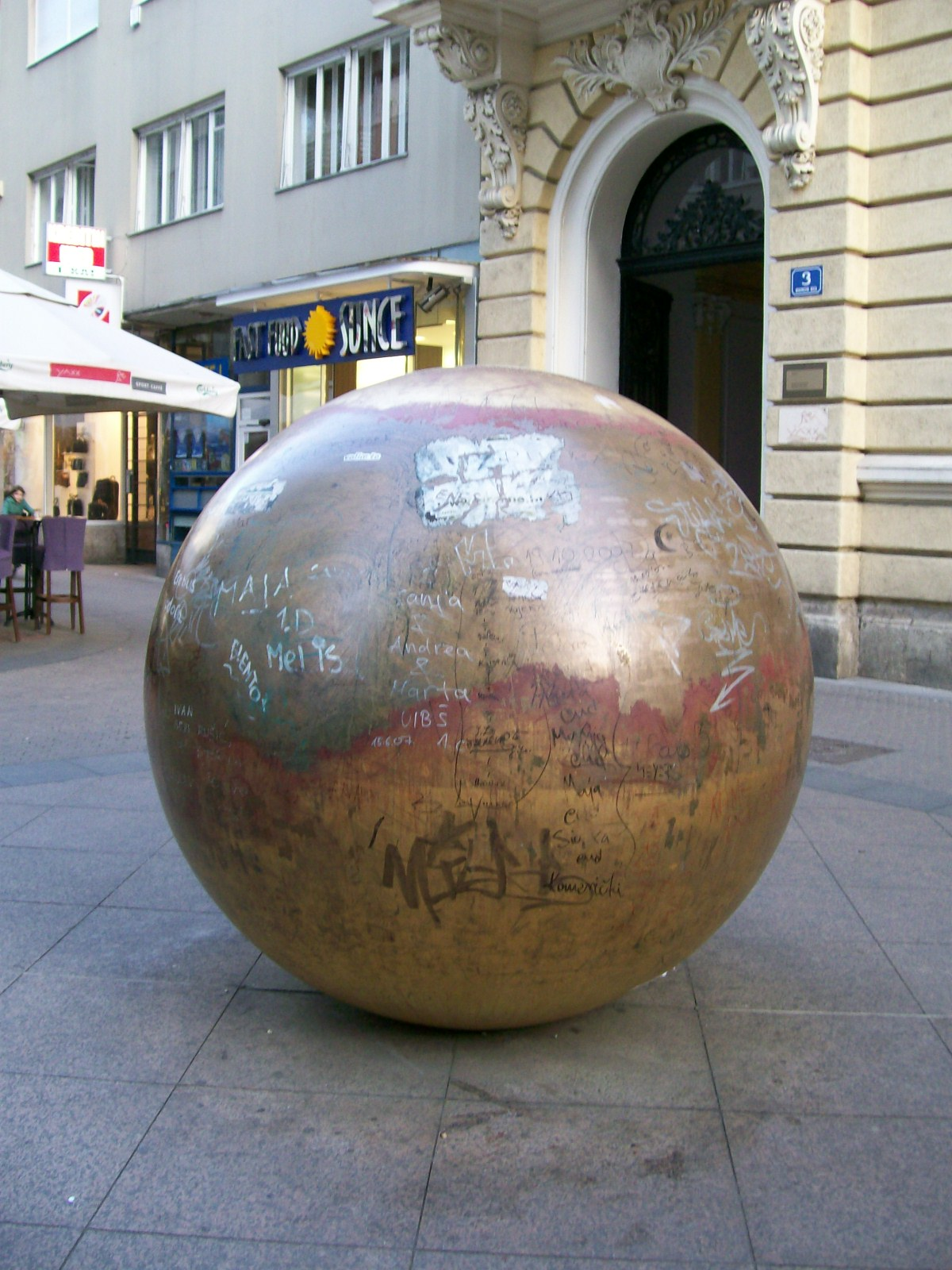
Prizemljeno Sunce ("The Grounded Sun", 1971) es una escultura ubicada en el centro de Zagreb. Desde 2004 forma parte de la instalación ambiental Nine Views.

Nació el 10 de junio de 1921 en Petrinja, Croacia. Sus obras se caracterizan por una sensación de picardía, espontaneidad y por su enfoque despreocupado de la vida. Fue uno de los miembros fundadores del Grupo Gorgona, cuyos miembros activos entre 1959 y 1966 fueron Miljenko Horvat, Julije Knifer, Marijan Jevšovar, Dimitrije Bašičević (que también trabaja bajo el nombre de Mangelos), Matko Meštrović, Radoslav Putar, Đuro Seder y Josip Vaništa. Durante su paso por Gorgona, sus esculturas reducen su forma, lo que se convertiría en la principal característica de su posterior proyecto escultórico compuesto por numerosas esculturas tituladas El Sentimiento de Totalidad.
Tuvo muchas exposiciones individuales, tanto en Croacia como a nivel internacional. Algunas de las exposiciones se llevaron a cabo en el Museo de Arte Moderno de París (2002) y en el Pabellón de Arte de Zagreb (2005-2006). Participó en numerosas exposiciones colectivas internacionales, incluida la Bienal de Venecia (1976), la Bienal de São Paulo (1979) y la documenta en Kassel (2002). El Museo de Arte Contemporáneo de Zagreb compró todo su estudio para exhibirlo en la galería en 2007. Por encargo de Filip Trade Collection, realizó Ascent, una esbelta escultura de más de 13 metros de altura (2002). Fue autor de muchas esculturas públicas, como Landed Sun en Zagreb (1971), AG Matoš en Zagreb (1978) y Tree en Bochum (1979-1980). Recibió numerosos premios, incluido el Vladimir Nazor Award for Life Achievement (1997).

## Trabajos publicados sobre Ivan Kožarić
- Maračić, Antun & Turković, Evelina, Studio Kožarić (Ideaimago, Zagreb, 1995).
- Župan, Ivica, Alegre Sísifo (Biblioteka Duchamp, Naklada MD, Zagreb, 1996).
- Koščević, Želimir, Kožarić (Naklada Naprijed dd Zagreb, 1996).
- Denegri, Jerko, Ivan Kožarić (Matica Hrvatska Sisak, Sisak, 2006).
- Denegri, Jerko & Maroević, Tonko, Ivan Kožarić (catálogo exh ., Art Pavilion en Zagreb, Zagreb, 2006).